# Serapias neglecta
Serapias neglecta är en orkidéart som beskrevs av De Not. Serapias neglecta ingår i släktet Serapias och familjen orkidéer. IUCN kategoriserar arten globalt som nära hotad.

## Underarter
Arten delas in i följande underarter:
- S. n. apulica
- S. n. neglecta